# Rethondes
Rethondes is een dorp en gemeente in het Franse departement Oise (regio Hauts-de-France). De plaats is bekend van de wapenstilstand in 1918 en ligt zo'n 70 kilometer ten noordoosten van Parijs, in het arrondissement Compiègne. Rethondes telde op 1 januari 2022 649 inwoners.

## Wapenstilstand
Op 7 november 1918 waren vertegenwoordigers van het Duitse keizerrijk de westelijke frontlinies overgestoken waarna ze op 8 november de delegatie van de geallieerden onder leiding van generaal Foch ontmoetten. In een spoorwegrijtuig op een open plek in de bossen bij Rhetondes bespraken zij de wapenstilstand. Na drie dagen bedenktijd tekenden om 5 uur in de nacht van 10 op 11 november 1918 de Duitse delegatie en Foch de Duitse capitulatie.
De locatie was feitelijk in de gemeente Compiègne, aan de overzijde van de rivier de Aisne, maar Rethondes was het dichtstbijzijnde dorp en het station van Rethondes (eveneens op het grondgebied van Compiègne) het dichtstbijzijnde station. Vandaar dat men spreekt van de 'wapenstilstand van Rethondes', ter onderscheid met de capitulaties van de andere Centrale mogendheden in 1918.
Het 'wapenstilstandsrijtuig' werd een museumstuk en op de plek in het bos kwam een herinneringscentrum. Op 22 juni 1940 dwong Hitler de Fransen op hun beurt de Franse capitulatie na de Duitse inval in de Tweede Wereldoorlog op dezelfde plek en in hetzelfde rijtuig te ondertekenen.

## Geografie
De oppervlakte van Rethondes bedroeg op 1 januari 2022 9,48 vierkante kilometer; de bevolkingsdichtheid was toen 68,5 inwoners per km².

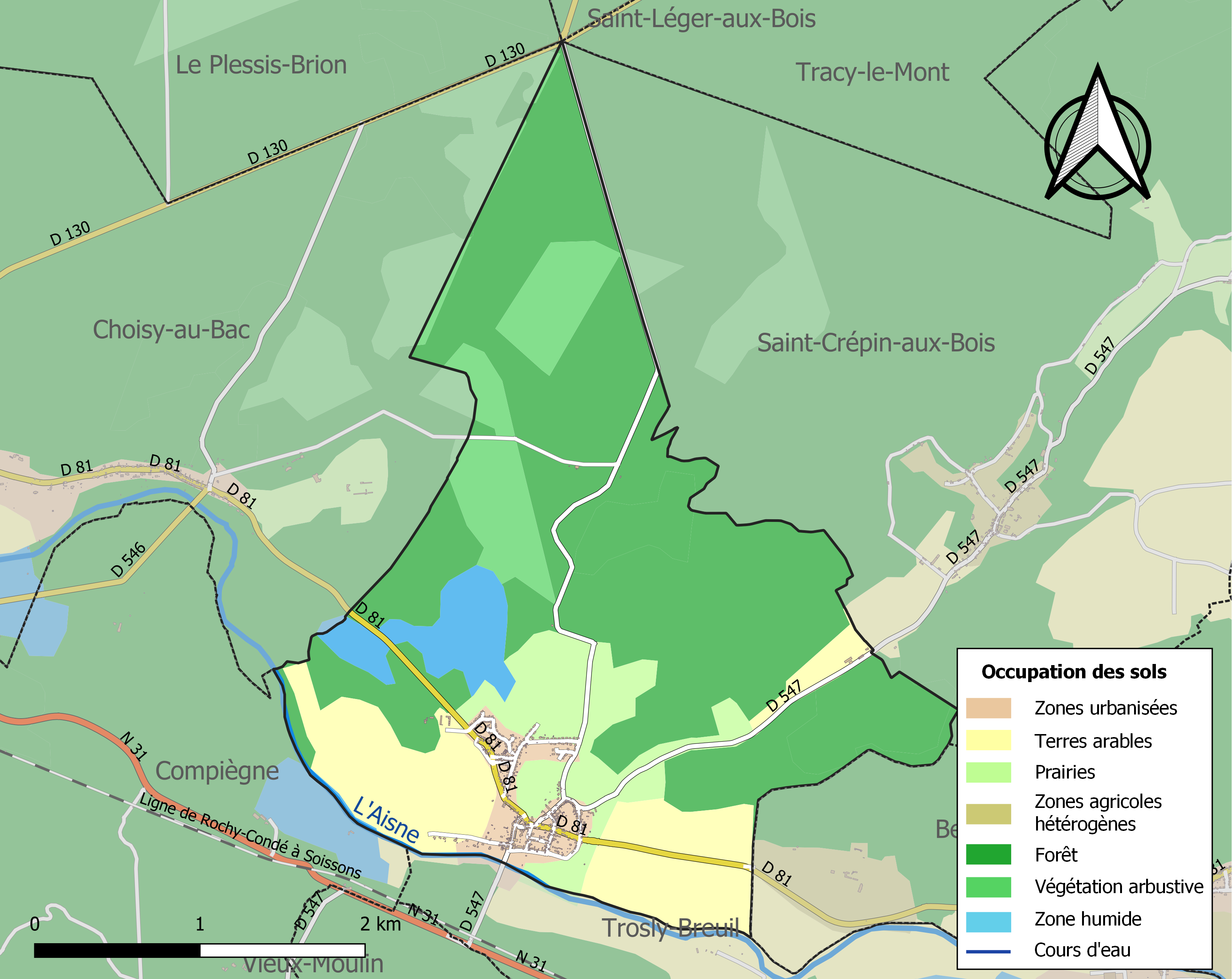
Kaart van de gemeente met belangrijkste infrastructuur, bodemgebruik en omliggende gemeenten

## Demografie
Onderstaande figuur toont het verloop van het inwonertal (bron: INSEE-tellingen).